# Sapan nádherný

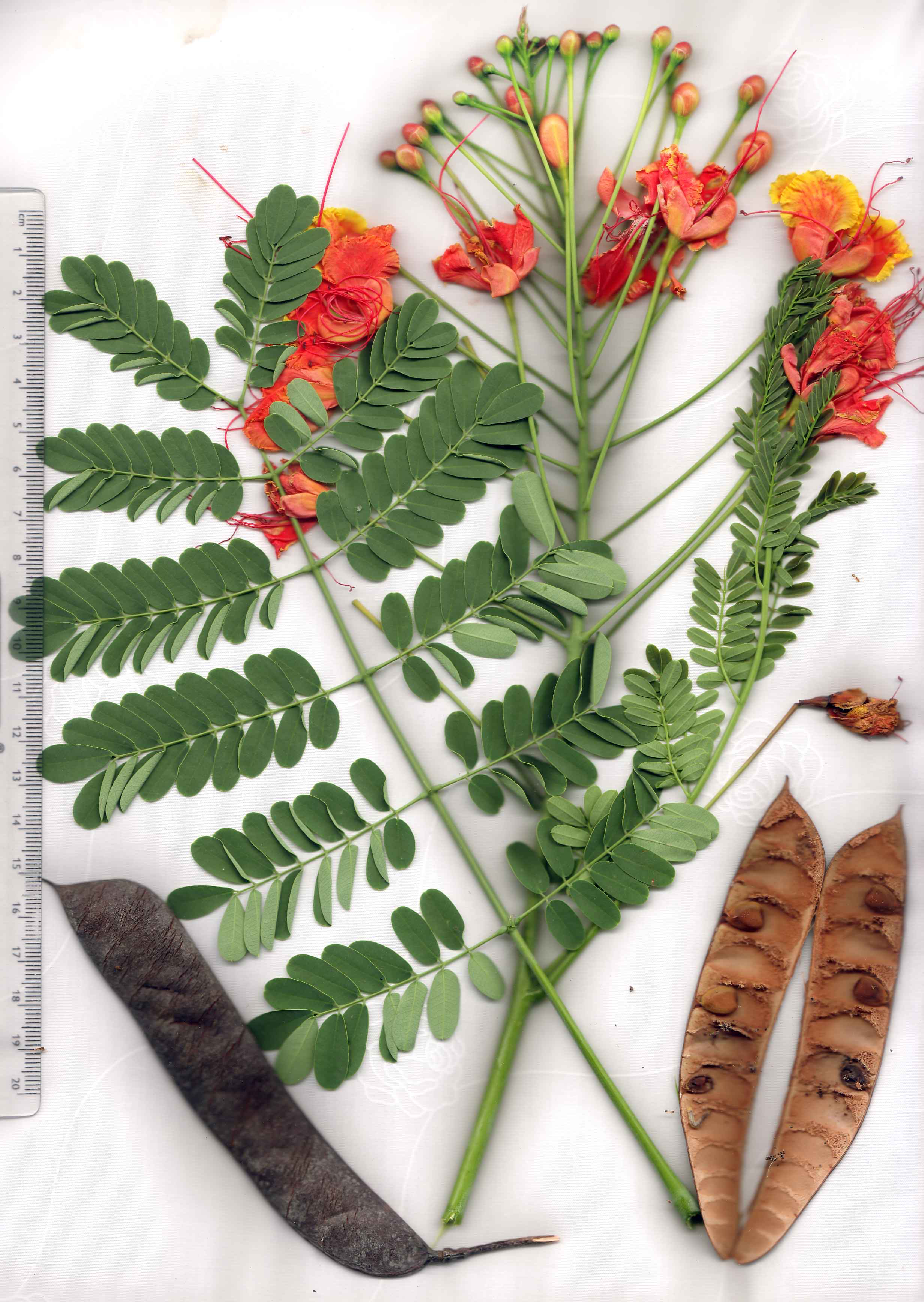
Nákres sapanu nádherného

Sapan nádherný (Caesalpinia pulcherrima) je stálezelená dřevina, která se pěstuje pro své nádherné, téměř celoročně rozvité květy. Tento druh z rodu sapan se stal jednou z nejčastěji pěstovanou tropickou okrasnou rostlinou. Pravděpodobně pochází ze Střední Ameriky, odkud se rozšířil do tropů celého světa. Na mnoha místech zplaňuje, jeho invazní potenciál je však malý.

## Ekologie
Ke zdárnému kvetení potřebuje stanoviště na plném slunci a propustnou humózní půdu, ve stínu kvete málo. Může mít stanoviště s částečně zasolenou půdou, roste i na mořském pobřeží. Spolehlivě snáší letní horké a suché prostředí, neškodí mu krátkodobé zaplavení vodou, v trvale zamokřené půdě ale trpí kořenovou hnilobou. Přestože pochází z teplých oblastí nezahubí ho mírné mrazíky, poškozená nadzemní část je brzy nahrazena novými výhony z odolných kořenů.
Dá se dobře tvarovat a může růst nejen jako keř, ale i ve formě malého stromu. Pro podporu kvetení je nutno odplozené větve prořezávat a nedovolit vyrůstat dlouhým tenkým větvím, které mají tendenci se lámat. Hluboký řez je vhodné uskutečnit brzy z jara. Dřevina v tropickém prostředí kvete téměř celoročně, stejně tak plodí.

## Popis
Vytrvalý, neopadavý, velmi rychle rostoucí keř dorůstající obvykle do výšky 3 m. Ojediněle roste ve tvaru stromu s řídkou korunou do výšky až 6 m. Kmínky bývají stejně jako větve a řapíky listů řídce ostnité, kůru má stříbřitě šedou s bílými lenticelami.
Větve jsou střídavě porostlé dvojnásobně sudozpeřenými, řapíkatými listy dlouhými 20 až 40 cm. List je složen ze tří až deseti vstřícných primárních dílů 6 až 12 cm dlouhých, z nich každý má pět až deset párů krátce řapíčkatých lístků. Čepele lístků jsou eliptické či vejčité, na bázi i vrcholu zaoblené nebo i špičaté a bývají 1,5 až 2,5 cm dlouhé a 1 až 1,5 cm široké.
Květy se stopkami 5 až 10 cm dlouhými vyrůstají ve vzpřímených, koncových nebo úžlabních řídkých hroznech dlouhých až 40 cm. Pětičetné květy s češulí mají obvykle průměr asi 6 cm. Nestejně velké kališní lístky jsou kopinaté a lysé. Dlouze nehetnaté, zářivě červené nebo žluté, okrouhlé korunní lístky mají okraje silně zvlněné a horní lístek je podélně svinutý. V květu je deset tyčinek s červenými nitkami a oranžově žlutá čnělka, všechny jsou až 10 cm dlouhé, nahoru ohnuté a z květu daleko vystupují. Lysý semeník obsahuje osm až dvanáct vajíček.
Plodem je plochý lusk 6 až 12 cm dlouhý a asi 2 cm široký, ve zralosti je černohnědý a rozpadá se ve dvě části. Obsahuje šest až deset vejčitých, stlačených, tmavých semen asi 9 mm dlouhých a 7 mm širokých.

## Rozmnožování
Druh se rozmnožuje semeny která mají pevná osemení, proto se pro urychlení vyklíčení skarifikují nebo máčejí v horké vodě. Lze také sázet oddělky z kořenů.

## Použití
Sapan nádherný se vysazuje jako solitéra, podél cest nebo se z něj vytvářejí ostnaté živé ploty. Dá se dobře tvarovat na požadovanou velikost. Používá se i v mírném pásmu jako větší pokojová rostlina rostoucí přes léto venku a v zimě ve slunné místnosti.
Rostlina je považována za mírně jedovatou, v lidovém léčitelství se odvar z kůry používá jako projímadlo a k potlačení horečky, výtažek ze semen zase slouží k léčbě kašle. Vařená nezralá semena jsou jedlá. Je významnou medonosnou rostlinou.
Na karibském ostrově Barbados je sapan nádherný oficiální národní květinou pod názvem Pride of Barbados (pýcha Barbadosu). Je vyobrazen ve státním znaku i na standartě hlavy státu.

## Galerie

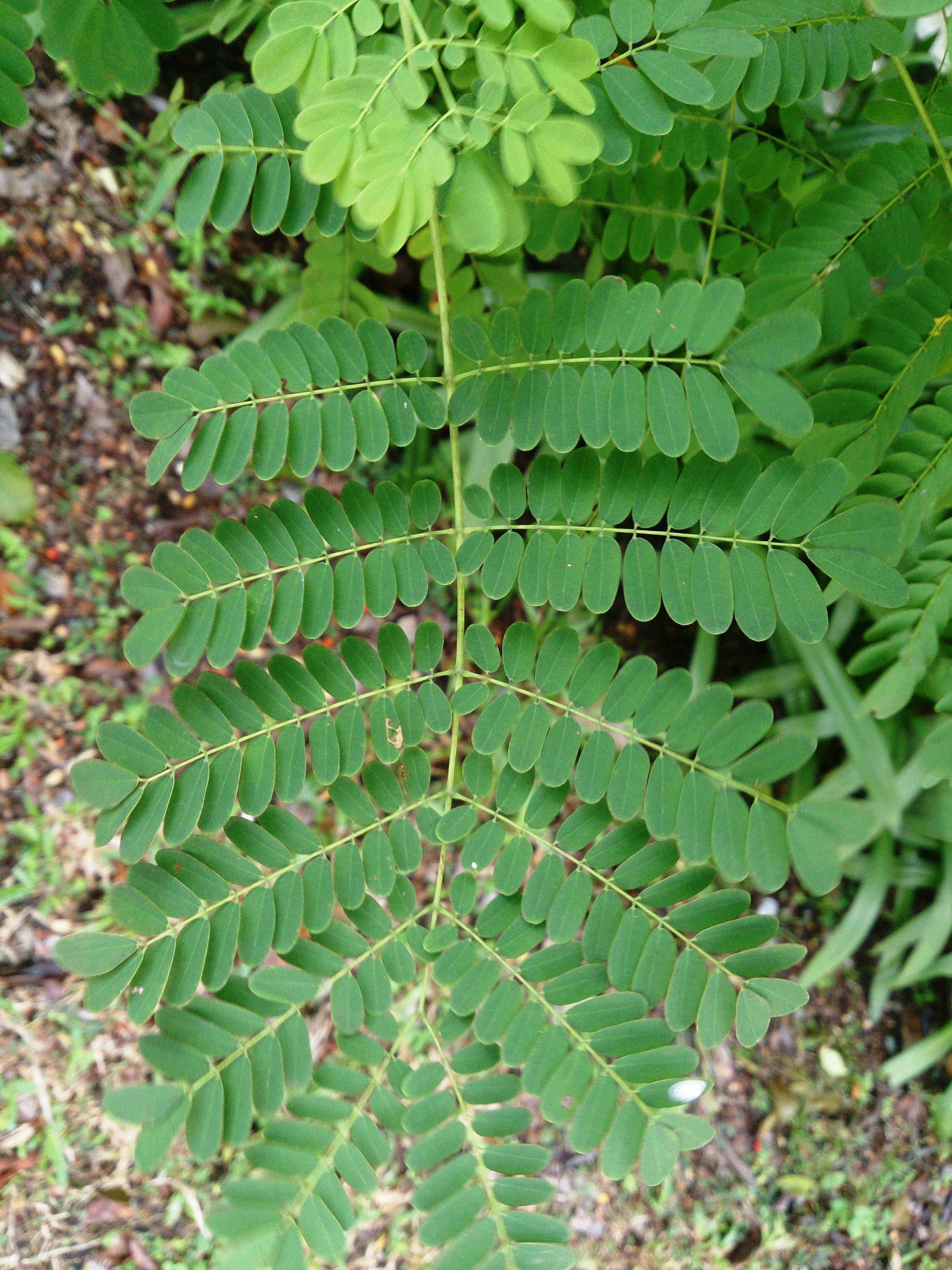
List
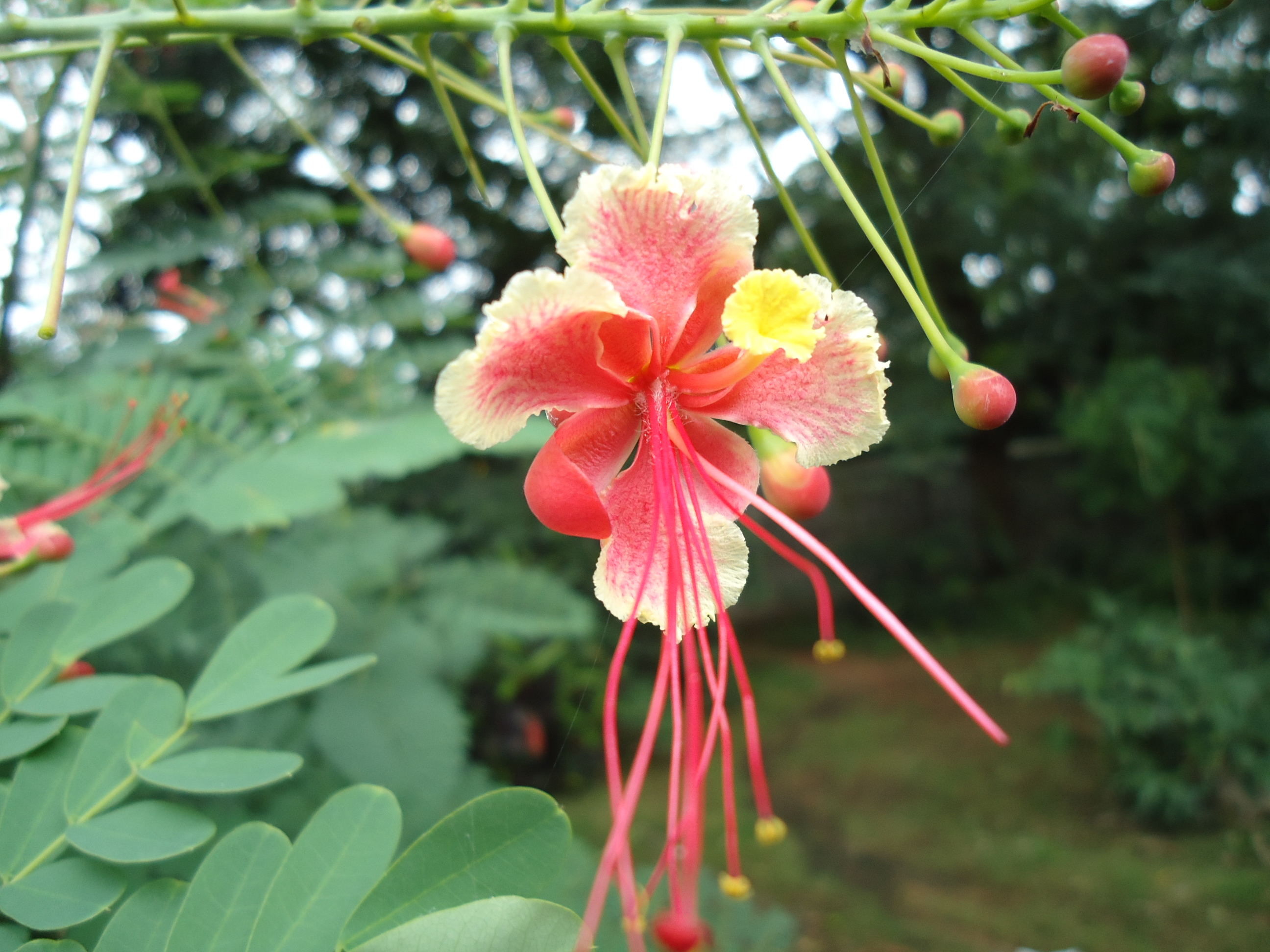
Květ
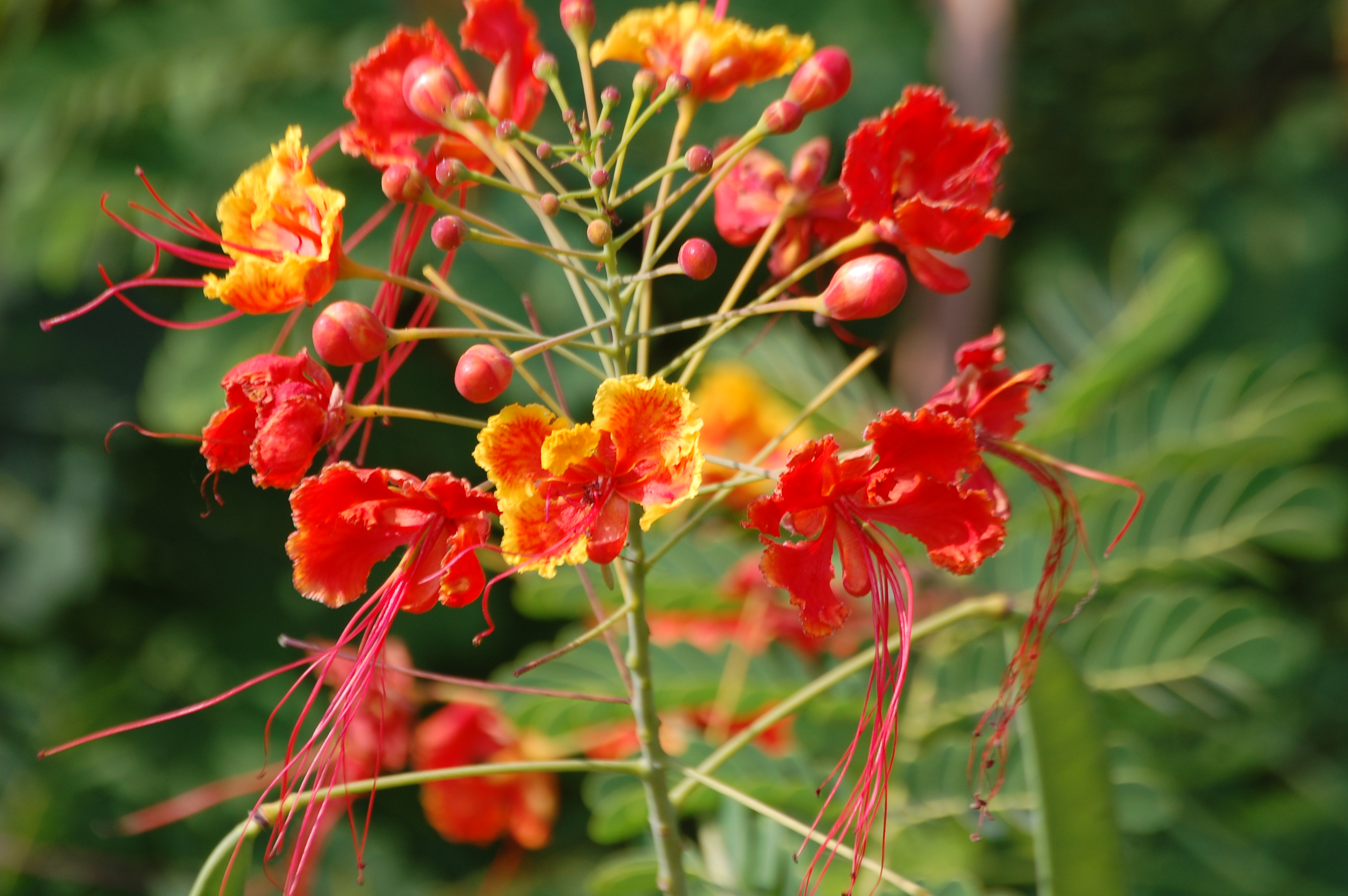
Květenství
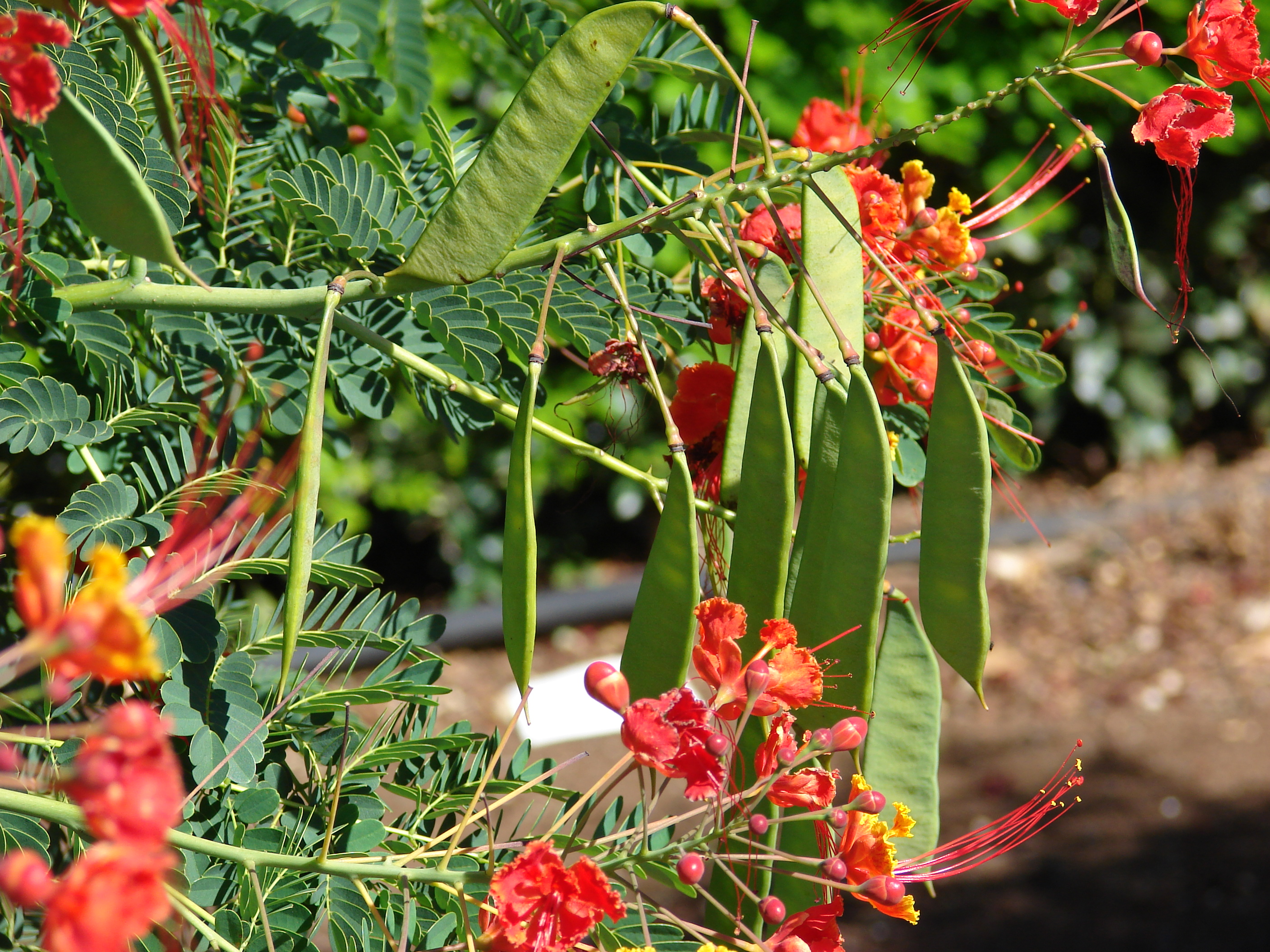
Současné květy a plody
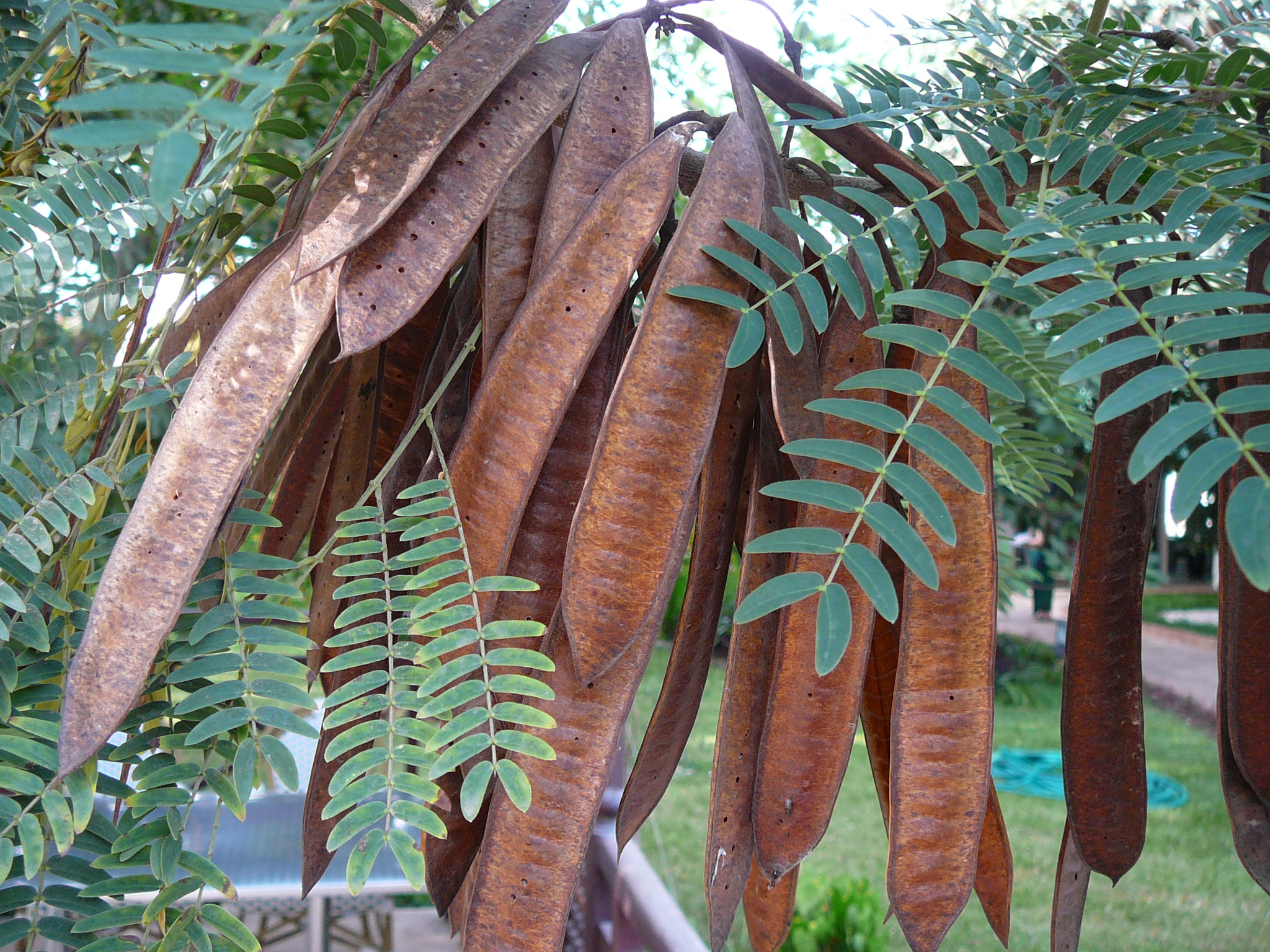
Zralé plody